# FSV Erlangen-Bruck
FSV Erlangen-Bruck is een Duitse voetbalclub uit het stadsdeel Bruck in Erlangen. De club speelt in de Bayernliga.
De club werd op 15 mei 1916 opgericht als 1. FC Markt Bruck. In 1946 fuseerde de club met Turnverein 1861 Erlangen-Bruck en Freie Turnerschaft Erlangen-Bruck tot FSV Erlangen-Bruck. Hoewel beide turnclubs zich in 1949 terug van de club afscheidden werd de naam toch behouden. De club speelde meestal in de lagere reeksen van het Beierse voetbal. In 2004 kon de club voor het eerst promoveren naar de Landesliga, toen de tweede hoogste amateurklasse van Beieren. De club draaide meteen mee aan de top maar kon geen promotie afdwingen. In 2008 kon de club dan promoveren naar de Bayernliga. In het eerste seizoen werd de club meteen vijfde. In 2012 zou de club promoveren naar de nieuw ingevoerde Regionalliga Bayern, maar door financiële problemen liep dit mis. In 2015 degradeerde de club. Na twee seizoenen promoveerde de club terug. In 2019 volgde opnieuw degradatie naar de Landesliga.